# Ozomene
Ozomene (altgriechisch Ὀζομένη Ozoménē), auch Electra oder Elektra (Ἠλέκτρα Ēléktra, deutsch ‚die Glänzende, die Strahlende‘) ist eine Gestalt der griechischen Mythologie.
Sie ist eine der Okeaniden und zeugte zusammen mit ihrem Gemahl Thaumas laut Hyginus die Harpyien. Nach Hesiod ist sie zudem ebenfalls mit Thaumas als Gemahl die Mutter der Götterbotin Iris.